# ACEN Editorial
ACEN Editorial fue fundada en Castellón, España, en 2010 por la escritora Marta Senent Ramos. Ha publicado títulos de más de 200 escritores, con foco especial en autores noveles. Es una empresa comprometida socialmente, que colabora periódicamente con diversas entidades para facilitar a los colectivos en riesgo de exclusión social el acercamiento a la cultura.
Su directora, Marta Senent, tiene una discapacidad del 65% por parálisis cerebral. Es licenciada en Humanidades, Doctora por la Universidad Jaume I de Castellón y experta en educación y formación por internet. Forma parte de la Asociación de Mujeres Emprendedoras de Castellón.

## Obras y autores destacados
- Ana te presta su espejo de Marta Senent Ramos.[4]
- Sangre dorada de Alba García Álvarez.[5]
- La nostalgia de las ballenas de Agustín García Aguado[6]